# Astrid Berndt
Astrid Berndt fue una deportista alemana que compitió para la RFA en esgrima, especialista en la modalidad de florete. Ganó una medalla de plata en el Campeonato Mundial de Esgrima de 1958 en la prueba por equipos.

## Palmarés internacional
| Campeonato Mundial | Campeonato Mundial          | Campeonato Mundial | Campeonato Mundial  |
| Año                | Lugar                       | Medalla            | Prueba              |
| ------------------ | --------------------------- | ------------------ | ------------------- |
| 1958               | Filadelfia (Estados Unidos) | Medalla de plata   | Florete por equipos |